# Reforma tributária do Brasil
A reforma tributária do Brasil, promovida por meio da Emenda à Constitução nº 132, é uma medida com o propósito de promover modificações na arrecadação de tributos no Brasil. Ela representa um recurso significativo para a política econômica sendo capaz de proporcionar vantagens tanto para a população quanto para as empresas em funcionamento. A reforma tributária aprovada em 2023 tem como objetivo simplificar o processo de pagamento e cobrança de impostos, taxas e contribuições nos âmbitos federal, estadual e municipal.

## Histórico
Várias foram as propostas de reforma tributária do Brasil, tendo sido aprovada a que se baseou na PEC 45/2019 (convertida na Emenda Constitucional nº 132/2023):
- PEC 175/1995
- PEC 41/2003
- PEC 293/2004
- PEC 31/2007
- PEC 233/2008
- PEC 45/2019

### Proposta do primeiro governo Lula
A Reforma Tributária está em discussão no Congresso desde 2003, quando o presidente Luiz Inácio Lula da Silva apresentou a Proposta de Emenda à Constituição 41/03. Essa proposta foi aprovada naquele mesmo ano como Emenda Constitucional 42 e trouxe várias mudanças no sistema tributário nacional. A emenda determinou que 25% dos recursos da Contribuição de Intervenção no Domínio Econômico (Cide) seriam compartilhados com estados, Distrito Federal e municípios, e introduziu a noventena como regra para a cobrança de impostos. Além disso, estendeu a vigência da CPMF e da Desvinculação de Receitas da União (DRU) até 2007, o que permitiu que 20% da arrecadação da União fosse utilizado livremente.
A emenda estabeleceu que 25% dos recursos arrecadados com a Contribuição de Intervenção no Domínio Econômico (Cide) seriam compartilhados com estados, Distrito Federal e municípios. Além disso, introduziu a regra da noventena para a cobrança de tributos. Ela também prorrogou a CPMF e a Desvinculação de Receitas da União (DRU) até o ano de 2007, o que permitiu que 20% da arrecadação da União fossem utilizados de forma flexível.
Quanto ao Imposto Territorial Rural (ITR), que é de responsabilidade da União, foi definido que os municípios têm a opção de receber a totalidade da arrecadação relacionada às propriedades em seu território, desde que se encarreguem da cobrança e fiscalização do imposto. Se optarem por deixar essa responsabilidade para o Governo federal, receberão 50% da arrecadação.
No que diz respeito ao Imposto sobre Circulação de Mercadorias e Serviços (ICMS), que é um imposto estadual sobre a circulação de mercadorias e serviços, foi introduzida uma isenção do imposto para os serviços de radiodifusão que são oferecidos de forma gratuita.

### PEC 293/2004
A PEC 293/04 estabelece limites e critérios para calcular a carga tributária nacional, levando em consideração a receita de impostos dos estados e municípios, o Produto Interno Bruto e a dívida pública. A proposta proíbe que o governo federal cobre impostos sobre a importação de obras de artistas brasileiros, mesmo que essas obras tenham sido produzidas no exterior, e também sobre obras de artistas estrangeiros que abordem temas brasileiros. Além disso, a PEC tira do governo federal a competência para cobrar impostos sobre florestas e outras formas de vegetação natural consideradas de preservação permanente. Por fim, a proposta cria um programa de renda mínima para garantir que famílias de baixa renda tenham condições de subsistência.

## Emenda Constitucional nº 132, de 2023
Promulgada em 20 de dezembro de 2023, foi a primeira reforma ampla sobre o sistema tributário nacional realizada sob a vigência da Constituição Federal de 1988, após 30 anos de discussão. Entre as alterações realizadas, está a unificação de cinco tributos — ICMS, ISS, IPI, PIS e Cofins — em uma cobrança única, que será dividida entre os níveis federal (CBS: Contribuição sobre Bens e Serviços) e estadual (IBS: Imposto sobre Bens e Serviços), que são impostos sobre o valor adicionado (IVA), permitindo o fim da cobrança em cascata e da cumulatividade.
O início da proposição e deu por meio PEC 45/2019, com tramitação na Câmara dos Deputados. A aprovação na Câmara ocorreu no dia 7 de julho de 2023, tendo sido remetida ao Senado, que a aprovou no dia 8 de novembro, com alterações no texto. A  versão final do texto foi votada na Câmara no dia 15 de dezembro 2023.
A reforma também criou um imposto seletivo (IS) para desestimular o consumo de produtos prejudiciais à saúde e ao meio ambiente. Também foi aprovada a isenção de todos os impostos incidentes sobre os alimentos que compõem a Cesta Básica Nacional e um modelo de cashback por meio do qual famílias mais pobres receberão a devolução de parte dos impostos pagos.
Um dos formuladores da proposta foi o secretário extraordinário da Reforma Tributária, Bernard Appy.

### Transição
O período de transição para unificação dos tributos deve durar até sete anos, entre 2026 e 2032. Os impostos atuais serão extintos até 2033.
Em 2027, deverá ocorrer a entrada em vigor do Imposto Seletivo, serão extintos o PIS, a Cofins e o IOF/Seguros e o Imposto sobre Produtos Industrializados (IPI) terá suas alíquotas reduzidas a zero em todo o país, com exceção dos produtos que tenham industrialização incentivada na Zona Franca de Manaus (ZFM).

### Regulamentação
O primeiro projeto de lei de regulamentação da Reforma Tributária  (Projeto de Lei Complementar 68/24) foi aprovado pela Câmara dos Deputados em 10 de julho de 2024, definindo os alimentos da cesta básica nacional isentos de impostos e como será o cashback para famílias carentes, além de regras para as cobranças dos três impostos sobre o consumo (IBS, CBS e Imposto Seletivo). O texto seguiu para o Senado, onde foi aprovado em 12 de dezembro de 2024. O texto retornou para Câmara, que aprovou o projeto de lei em 17 de dezembro. No dia 16 de janeiro de 2025, foi sancionada a Lei Complementar n° 214/2025.
Em 13 de agosto de 2024, a Câmara aprovou o texto-base do segundo projeto de regulamentação  (Projeto de Lei Complementar 108/24), fixando regras para a composição do comitê gestor dos novos impostos, além de normas para a taxação de heranças em situações específicas. Em 30 de outubro, a Câmara concluiu a votação, rejeitando a cobrança de imposto sobre grandes fortunas e a cobrança de Imposto de Transmissão Causa Mortis e Doação (ITCMD) sobre herança de previdência privada. O texto seguiu para o Senado.

### Alíquotas e isenções
A emenda aprovada prevê corte de 60% de tributos para 13 setores, como educação, saúde, medicamentos, transporte coletivo de passageiros, produtos de higiene pessoal e limpeza, produtos agropecuários, dentre outros.
Alguns tipos de produtos e serviços poderão receber tratamento específico na cobrança dos IVAs, com mudanças na base de cálculo dos tributos e no valor das alíquotas, a ser definido em lei complementar.
Também está prevista a isenção dos IVAs sobre uma série de bens e serviços, a ser definida em lei complementar. A cada cinco anos, a manutenção desses benefícios deverá ser reavaliada.
Entre os produtos e serviços que serão sobretaxados pelo Imposto Seletivo (IS) estão: bebidas açucaradas; bebidas alcoólicas; embarcações e aeronaves; carros, incluindo os elétricos; apostas nas modalidades físicas e online; e extração de minério de ferro, de petróleo e de gás natural.
Foi criada a figura do nanoempreendedor, que será isento da cobrança dos novos impostos sobre consumo. Tal categoria abrange pessoas físicas que tenham receita bruta anual inferior a R$ 40,5 mil (metade do limite de microempreendedores individuais).
Caso a alíquota supere 26,5% ao final do período de transição, o governo federal deverá enviar um projeto ao Congresso Nacional para adequar a tributação a esse patamar. A cada 5 anos, deverá ser feita uma avaliação das regras da reforma tributária.

### Renda e patrimônio
Com relação à tributação da renda e do patrimônio, passou a ser prevista a cobrança do IPVA para jatinhos, iates e lanchas, exceto aeronaves utilizadas em serviços agrícolas.
Foi estabelecida uma cobrança progressiva do ITCMD (Imposto de Transmissão Causa Mortis e Doação), em razão do valor da herança ou da doação e será cobrado no local de domicílio do falecido.
Operações imobiliárias serão tributadas com a CBS e o IBS. Haverá isenção para pessoas físicas que arrecadarem abaixo de R$ 240 mil com o aluguel de imóveis por ano.
Foi criado o redutor social, aplicado nas operações de compras de imóveis e lotes residenciais e no aluguel residencial, reduzindo a base de cálculo da tributação, com o objetivo de beneficiar famílias com renda mais baixa e imóveis populares. Haverá um corte na alíquota de IBS e CBS de 50% em todas as operações com imóveis; e 70% nas operações de locação, cessão onerosa e arrendamento.

### Fundos
Deverá ser criado o Fundo de Desenvolvimento Regional (FDR), com o objetivo de reduzir as desigualdades regionais e sociais, com a distribuição de recursos da União a estados e ao Distrito Federal, que devem ser utilizados prioritariamente na sustentabilidade ambiental e redução das emissões de carbono.
Um fundo de compensação deverá ser criado fundo para compensar pessoas físicas ou jurídicas que perderam benefícios fiscais concedidos até 31 de maio de 2023 e garantidos até 2032. A União deverá compensar, a partir de 2026, eventuais perdas de arrecadação com a criação do IVA nos estados e municípios.

### Comitê Gestor
Um Comitê Gestor do IBS deverá ser criado para centralizar a arrecadação do futuro IVA compartilhado entre estados e municípios, além de distribuir o montante arrecadado e efetuar compensações.